# Sisgau
Sisgau, esmentat el 835 com a pagus Sisigavensis, apareix al segle xi com un landgraviat.
El 1041 apareix esmentat quan l'emperador va donar el comtat d'Augst (Austgau) al bisbat de Basilea. Els límits exactes del landgraviat no es coneixen però el 1363 limitava amb el Rin, el riu Ergolz, el Violenbach, el Möhlinbach, les crestes del Jura, el riu Lucelle i el riu Birse i era un feu servent (sub-feu) del bisbat que l'havia infeudat des de feia temps, en concret des de finals del segle xi, sent primer dels comtes d'Homberg i després de la partició entre Homberg (Neu-Homberg) i Thierstein va quedar pels primers; al segle xii va passar als comtes de Froburg i al segle xiii als Habsburg-Laufenburg. Vers la meitat del segle xiv fou infeudat als Thierstein de la branca de Farnsburg que es va extingir el 1418 i va passar per herència als senyors de Falkenstein fins que el 1510 fou cedit en penyora a la ciutat de Basilea que va comprar els drets comtals el 1585 quan el bisbe va reclamar la devolució del feu (guerra de Rappen).